# 경안
경안(輕安,
산스크리트어: praśrabdhi,
팔리어: passaddhi,
영어: pliancy,
alertness,
flexibility) 또는 안(安)은 설일체유부의 5위 75법에서 심소법(心所法: 46가지) 중 대선지법(大善地法: 10가지) 가운데 하나이며, 유식유가행파와 법상종의 5위 100법에서 심소법(心所法: 51가지) 중 선심소(善心所: 11가지) 가운데 하나이다. 설일체유부에 따르면, 경안(輕安)은 마음이 가볍고 편안[輕利安適]한 것으로 능히 선법(善法)을 감당할 수 있게 하는 성질[堪任性]을 본질로 하는 의식작용(마음작용)이다.

## 같이 보기
- 마음작용

## 참고 문헌
- 세친 지음, 현장 한역, 권오민 번역 (K.955, T.1558). 《아비달마구사론》. 한글대장경 검색시스템 - 전자불전연구소 / 동국역경원. K.955(27-453), T.1558(29-1). |title=에 외부 링크가 있음 (도움말)
- (중국어) 星雲. 《佛光大辭典(불광대사전)》 3판. |title=에 외부 링크가 있음 (도움말)
- (중국어) 세친 조, 현장 한역 (T.1558). 《아비달마구사론(阿毘達磨俱舍論)》. 대정신수대장경. T29, No. 1558, CBETA. |title=에 외부 링크가 있음 (도움말)